# 오래된 안녕
《오래된 안녕》은 MBC에서 2014년 11월 9일에 방영한 드라마 페스티벌 시즌 2의 다섯 번째 작품이다.

## 등장 인물

### 주요 인물
- 장혁 : 강수혁 역
- 장나라 : 한채희 역 (아역 : 강지우)
- 고두심 : 김공주 역
- 임형준 : 고 사장 역

### 그 외 인물
- 노강민 : 꼬맹이 역
- 정대용 : 꼬맹이의 아버지 역
- 김현 : 채희의 어머니 역
- 황효은 : 수간호사 역
- 김지수 : 간호사 역
- 김세동 : 의사 역
- 설창희 : 법무사 역
- 이재성 : 병원 직원 역